# ダイニン
ダイニン (英語：dynein) は、分子モーターの一種で、ATPを加水分解して得られるエネルギーで微小管上を運動する蛋白質複合体である。真核生物の鞭毛・繊毛の運動を生み出す蛋白質として同定された。このダイニンは現在では、軸糸ダイニン（axonemal dynein）あるいは鞭毛ダイニン（flagellar dynein）と呼ばれる。また後に細胞内での様々な分子の移動に関わっている種類も存在することが明らかとなり、このクラスは細胞質ダイニン（cytoplasmic dynein）と呼ばれる。
これまでで知られる全ての亜種が微小管のマイナス端方向に移動する。つまり、ダイニンは、鞭毛・繊毛内のintraflagellar transport（毛内輸送）では末端から細胞体に向けての逆行性輸送、細胞体内では中心体に向けた向心性輸送に関わる。鞭毛・繊毛内の軸糸ダイニンは、波打ち運動に関わる。

## ダイニンの構造
ダイニンの機能単位は複数のポリペプチド鎖から成り、1-3の重鎖、数種の中鎖、および軽鎖から形成される。その形態は一般に2つの重鎖それぞれが形成する頭部と、頭部から突き出たストークと呼ばれる部位、さらに柄の部分が基本となり、中鎖や軽鎖は柄の部分に結合している。ダイニンはストークの先端で微小管に結合し、微小管上を運動すると考えられている。

## 重鎖
ダイニン重鎖はダイニンの骨格を形成し、かつATPのエネルギーを運動に変化する機能を持つ。重鎖のアミノ末端が柄の部分となり、これはダイマー形成や、他のダイニン形成分子との相互作用を担う。中央部からカルボキシル末端にかけてはリング状の頭部を形成し、6個のAAA+ ATPアーゼファミリーに属するドメインと、一つのC末端ドメインが形成する7個のサブユニット様構造となる。AAA+ ATPアーゼドメイン4と5の間に存在する100アミノ酸残基程度の領域がストークとして突き出た部分となって微小管と作用すると考えられている。ATP が結合するのは6個の中でも始めの4個のAAA+ ドメインで、さらに始めの一つのドメインのみが ATPアーゼ 活性を持つとされる。

## 中間鎖・軽鎖
ダイニン重鎖に強く結合している分子量150~10 kDaの分子種は中間鎖および軽鎖と呼ばれる。これらの蛋白質はダイニンの構造蛋白質としての機能、あるいは細胞質ダイニンが輸送する分子との相互作用を担うと考えられている。